# Robert Sager
Carl Daniel Robert Sager, född 1 maj 1850 i Jönköpings Kristina församling, Jönköpings län, död 1 december 1919 i Nykyrka församling, Skaraborgs län, var en svensk diplomat och överceremonimästare.

## Biografi

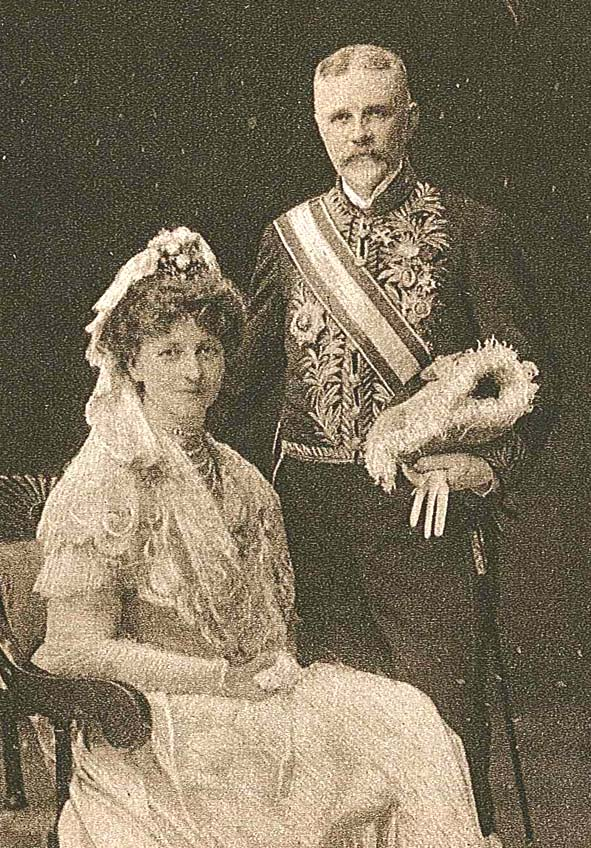
Robert Sager och hans hustru på ett foto i tidningen Hela världen 1918.

Robert Sager var son till bruksägaren Gudmund Magnus Sager. Efter mogenhetsexamen i Stockholm 1870 och kansliexamen i Uppsala 1874 antogs han 1874 till attaché i Paris. Efter ett avbrott 1876–1878, då han tjänstgjorde i Utrikesdepartementet, återvände han till Paris och var 1878–1884 andre sekreterare vid legationen där. Han utnämndes 1882 av Oscar II till kammarherre och befordrades 1884 till förste sekreterare i Utrikesdepartementet och 1885 till kansliråd och chef för departementets kameralavdelning. Utnämnd till legationssekreterare i Sankt Petersburg tjänstgjorde han som tillförordnad chargé d'affaires men tog redan samma år avsked. Sager slog sig därefter ned på familjeegendomen Ryfors bruk. Han mottog dock även under denna tid offentliga uppdrag, bland annat som Sveriges ombud vid internationella telegrafkonferensen i Paris 1890. Sager var svensk envoyé i Spanien (Madrid) och sidoackrediterad i Portugal (Lissabon) 1905-1907, och var under den tiden Sveriges ombud vid Algeciraskonferensen 1906. Han hemkallades därefter för att tillträda posten som överceremonimästare vid hovet och utnämndes 1918 till överstekammarjunkare. Tillsammans med den norske diplomaten Thor von Ditten utarbetade han under 1890-talet ett nytt förslag till unionell grundlag, som tycks ha influerat 1895 års unionkommittés betänkande. I en 1906 författad skrift lade Sager fram sina åsikter om hur Sverige borde ha agerat i samband med unionskrisen 1905. Åsikterna som präglades av Sagers nationalistiska åsiker, innebar att Norge, om nödvändigt med våld skulle ha tvingats anta ett vittgående unionsavtal som skulle han inneburit en svensk överhöghet över landet.
Han är även känd som delägare från 1880 av nuvarande statsministerbostaden Sagerska palatset på Strömgatan i Stockholm. Sager blev överceremonimästare vid kungliga hovstaterna 1907.
Sager hörde till släkten Sager, han var bror till Edvard Sager och var gift från 1888 med Marie Moltke Huitfelt (1865-1940), med vilken han fick sonen Leo Sager.

## Utmärkelser

### Svenska utmärkelser
- Konung Oscar II:s och Drottning Sofias guldbröllopsminnestecken, 1907.[5]
- Konung Oscar II:s jubileumsminnestecken, 1897.[5]
- Kommendör med stora korset av Nordstjärneorden, 30 september 1914.[6]
- Kommendör av första klassen av Nordstjärneorden, 6 juni 1906.[7]

### Utländska utmärkelser
- Storkorset av Danska Dannebrogorden, tidigast 1910 och senast 1915.[5][8]
- Kommendör av andra graden av Danska Dannebrogorden, senast 1910.[8]
- Riddare av storkorset av Italienska kronorden, tidigast 1910 och senast 1915.[5][8]
- Storkorset av Portugisiska Obefläckade avlelsens orden, senast 1910.[8]
- Riddare av första klassen av Preussiska Kronorden, senast 1910.[8]
- Riddare av första klassen av Ryska Sankt Annas orden, senast 1910.[8]
- Storkorset av Spanska Karl III:s orden, tidigast 1910 och senast 1915.[5][8]
- Storkorset av Spanska Isabella den katolskas orden, senast 1910.[8]
- Första klassen av Osmanska rikets Osmanié-orden, senast 1910.[8]
- Storofficer av Franska Hederslegionen, senast 1910.[8]
- Andra klassen Osmanska rikets Meschidie-orden, senast 1910.[8]
- Officier d'Académie av Franska Akademiska palmen, senast 1910.[8]
- Riddare av första klassen av Norska Sankt Olavs orden, senast 1910.[8]